# Pașii profetului
Pașii profetului este un volum de poezii ale lui Lucian Blaga apărut în 1921, la Editura institutului de arte grafice „Ardealul“ din Cluj, care are la bază reflexe ale literaturii orientale. Ciclul Versuri scrise pe frunze uscate de vie din „Pașii profetului” este un reflex al descoperirii poeziei orientale: chineză, indiană și persană.

## Poeziile cuprinse în volum
- Pan ,
- Înfrigurare
- Amurg de toamnă
- Veniți după mine tovarăși! ,
- Vară ,
- Leagănul ,
- Gândurile unui mort ,
- În lan ,
- Din copilăria mea ,
- La mânăstire
- Dați-mi un trup, voi munților ,
- Flori de mac
- Tămâie și fulgi ,
- Strigăt în pustie ,
- Versuri scrise pe frunze uscate de vie: Hafis, Psalmistul, Anacreon, Misticul
- Moartea lui Pan ,
- Pan către nimfă ,
- Zeul așteaptă ,
- Umbra ,
- Pan cântă ,
- Păianjenul .

## Traduceri
- Lucian Blaga, „Pașii profetului”, ediție trilingvă, în franceză („Les Pas du prophète”, traducere de Paul Villard), engleză („The Steps of the Prophet”, traducere de Rodica Albu) și germană („Des Propheten Schritte”, traducere de Anneliese Poruciuc și Andrea Bargan), Iași, Editura Ars Longa, 2008

(Lucian Blaga, Poezii,pag 187-188, Editura Albatros)